# فريدريك روبرت هيلمرت
فريدريك روبرت هيلمرت أو هيلمرت (بالألمانية: Friedrich Robert Helmert)‏. كان عالما جيوديسيا ورياضياتيا ألمانيا. ولد في (31 يوليو 1843 في فرايبرغ، وتوفي في 15 يونيو 1917 في بوتسدام). يعتبر هيلمرت مؤسس طرق تحديد جيود (Geoid)، وله يد طولى في نظرية الجيوديسيا الحديثة.

## روابط خارجية
- فريدريك روبرت هيلمرت على موقع الموسوعة البريطانية (الإنجليزية)